# فرقة إس إس 17 بانزرجرينادير غوتز فون بيرليتشينغن
فرقة إس إس 17 بانزرجرينادير «غوتز فون بيرليتشينغن» ((بالألمانية: 17. SS-Panzergrenadier-Division "Götz von Berlichingen")‏ SS-Panzergrenadier-Division "Götz von Berlichingen")  فرقة تابعة لفافن إس إس الألمانية التي شهدت حركة على الجبهة الغربية خلال الحرب العالمية الثانية.

## الدفاع عن ألمانيا
شاركت فرقة غوتز فون بيرليشنغن في الدفاع عن «الحائط الغربي» حتى 18 مارس 1945، عندما أخترقه الأمريكيون. في هذا الوقت، كانت قوتها المدرعة تتألف من 62 مدفعية هجومية (47 منها تعمل) بالإضافة إلى دبابتين من طراز مارك الرابعة. في 22 مارس، قُتل قائد الفرقة إس إس. أوبيرفوهرر فريتز كلينجينبرج في المعركة. في ذلك اليوم، تم تخلت الفرقة عن جميع مركباتها وبدأت في التراجع، نجا ما يقرب من 500 إلى 600 رجل من تطويق الجيش الأمريكي في غابات Pfaelzer ووصلو إلى فيزلوخ على الضفة الشرقية من نهر الراين.
بحلول الأول من أبريل، أعيد بناء قوة الفرقة بحوالي 7000 رجل. ثم شاركت في معركة بوخوف وستاين آم كوشر ومعركة هايلبرون. بعد ذلك، دافعت عن وديان نهر Jagst وTauber، وكذلك باد مرغنتهايم. على الرغم من انخفاض أعدادها بشكل كبير، إلا أنها شاركت في الدفاع عن نورمبرج، حيث تم تدمير فوج إس إس 38 بحلول 20 أبريل. واصل بقية الفرقة القتال حتى 24، ثم عادو إلى دوناوورث على نهر الدانوب.
كانت المشاركة المنظمة الأخيرة التي خاضتها الفرقة في 29 أبريل 1945 في موسبورغ بألمانيا. لقد حاول قائد الفرقة استخدام ستالاج السابع-إيه، وهو أكبر معسكر لأسرى الحرب في ألمانيا، كرهائن لشراء الوقت للهروب عبر نهر إيسار. لقد أحبطت جهودهم عندما علم قائد الفرقة المدرعة الرابعة عشرة بالخطة، وأمر قيادته القتالية أ بأخذ موسبورغ، والاستيلاء على الجسر عبر نهر إيسار، والأهم من ذلك، تأمين وحماية أسرى الحرب الحلفاء. تقدمت قوات المشاة والدبابات الأمريكية إلى موسبورغ، وبدون تأخير هاجمت المواقع الدفاعية للفرقة 17 لقوات الأمن الخاصة (إس إس بانزرجرينادير) أمام المدينة.  سقطت بعد معركة قصيرة، ولكن شرسة. في نفس اليوم أسرت الفرقة المدرعة الرابعة عشرة على أكثر من 7000 أسير حرب ألماني، معظمهم من قوات الأمن الخاصة.
في 5 مايو، بعد خمسة أيام من انتحار هتل، وقبل ثلاثة أيام من استسلام ألمانيا النازية، هاجمت عناصر من الفرقة قلعة لاتر التي تعود إلى القرن الثالث عشر في تيرول، النمسا. كانت القلعة (إدارياً جزءًا من مجمع معسكر الاعتقال داكاو) سجنًا لكبار الشخصيات الفرنسية رفيعة المستوى، وما يسمى Ehrenhäftlinge («السجناء الشرفاء»)، بمن فيهم السياسيون بول رينو وإدوارد دالاديير، الزعيم العمالي ليون يوهو، القائد الأعلى مكسيم ويغان وموريس جميلين. أرادت قوات الأمن الخاصة إعدام جميع هؤلاء السجناء. وقد صد الهجوم الذي قامت به كتيبة الدبابات 23 من الفرقة المدرعة الأمريكية الثانية عشرة بقيادة النقيب جون سي جاك لي، الابن، السجناء السابقين أنفسهم، وعناصر معادية للنازية في الفيرماخت تحت قيادة الرائد جوزيف «سيب» جانجل، الذي توفي في المعركة.
استسلم باقي أعضاء الفرقة إلى الفرقة 101 المحمولة جوا في روتاتش إيغرن، جنوب كوفشتاين، في 6 مايو 1945. 

## القادة
- إس إس- شتاندارتن فوهرر Otto Binge (أكتوبر 1943 - يناير 1944)
- إس إس- جروبنفهر فيرنر أوستيندورف (يناير 1944 - 15 يونيو 1944)
- إس إس- شتاندارتن فوهرر Otto Binge (16 يونيو 1944 - 18 يونيو 1944)
- س. بريجديفهر أوتو باوم (18 يونيو 1944 - 1 أغسطس 1944)
- إس إس- شتاندارتن فوهرر Otto Binge (1 أغسطس 1944 - 29 أغسطس 1944)
- إس إس- أوبرفورر الدكتور إدوار دايزنهوفر (30 أغسطس 1944 - سبتمبر 1944) (MIA)
- SS- ستاندارتفهرر توماس مولر (سبتمبر 1944 - سبتمبر 1944)
- SS- شتاندارتن فوهرر Gustav Mertsch (سبتمبر 1944 - أكتوبر 1944)
- إس إس- جروبنفهر فيرنر أوستيندورف (21 أكتوبر 1944 - 15 نوفمبر 1944)
- إس إس- شتاندارتن فوهرر Hans Lingner (15 نوفمبر 1944 - 9 يناير 1945) (أسير الحرب)
- أوبرست جيرهارد ليندنر (9 يناير 1945 - 21 يناير 1945)
- ستاندارتفهرر فريتز كلينجينبرج (21 يناير 1945 - 22 مارس 1945) (كيا)
- إس إس- أوبرستورمبانفورر Vinzenz Kaiser (22 مارس 1945 - 24 مارس 1945)
- إس إس- شتاندارتن فوهرر Jakob Fick (24 مارس 1945 - 27 مارس 1945)
- إس إس-أوبرفورر غورغ بوخمان (27 مارس 1945 - 8 مايو 1945)

- 37 SS - Panzergrenadier - الهدوء
- 38 SS-Panzergrenadier- فوج
- 17 SS كتيبة بانزر
- فوج 17 SS المدفعية
- 17 كتيبة SS- Panzerjäger
- 17 SS كتيبة Sturmgeschütz
- 17 SS كتيبة فلاك
- 17 كتيبة إشارة SS
- 17 SS SS Panzer كتيبة الاستطلاع
- 17 كتيبة SS-Pionier
- 17 SS-Divisions-Nachschubtruppen
- 17 SS SS Panzer Instandsetzungs الكتيبة
- 17 SS كتيبة Wirtschaft
- الكتيبة الطبية السابعة عشرة [9]